# Sprödsjöstjärnor
Sprödsjöstjärnor (Luidia) är ett släkte av sjöstjärnor som beskrevs av Forbes 1839. Luidia är ensam i familjen Luidiidae.

## Bildgalleri

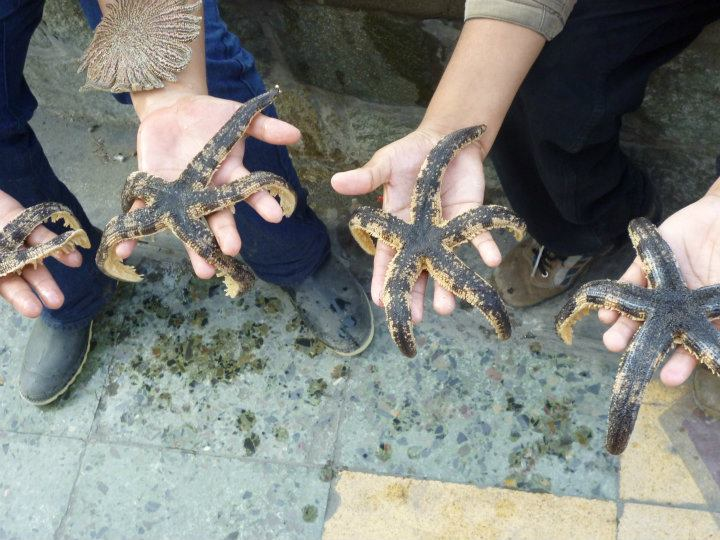
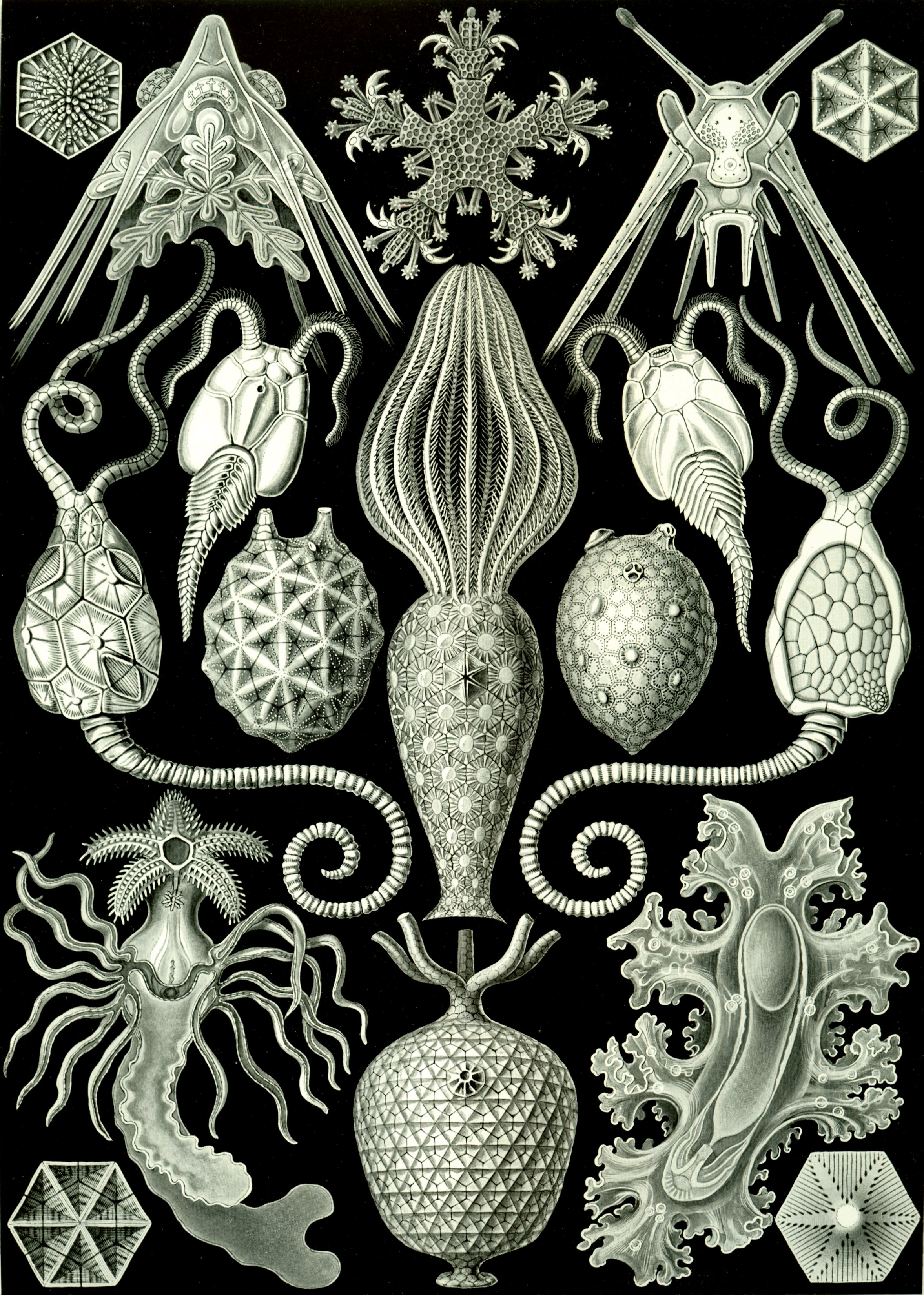
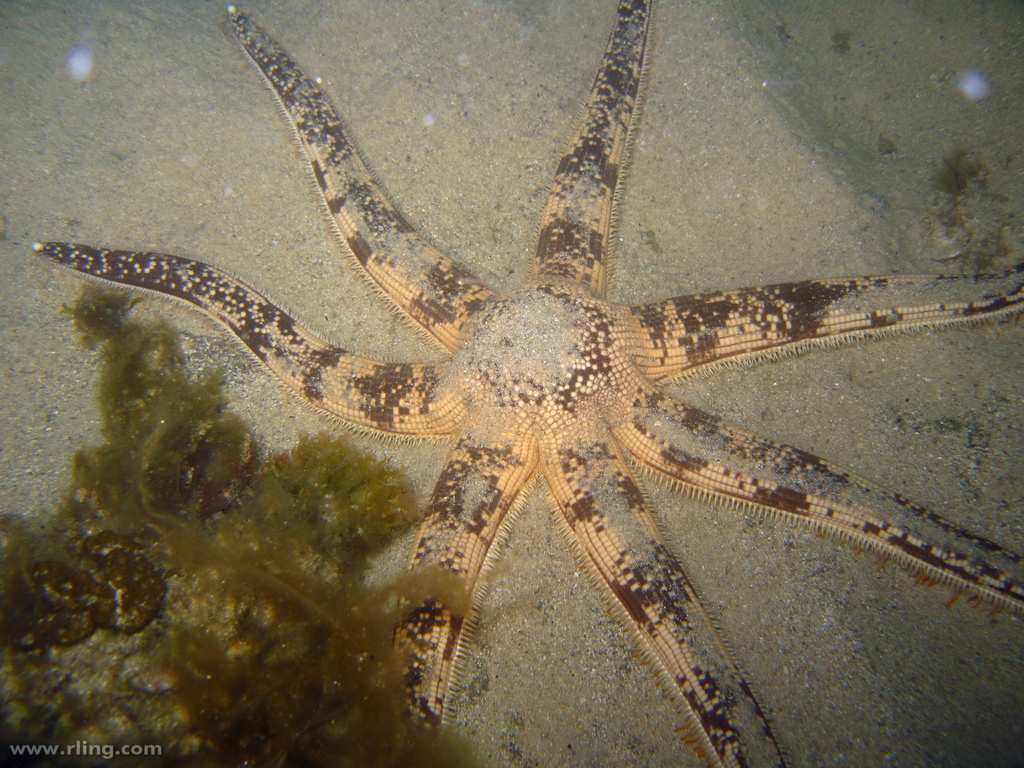
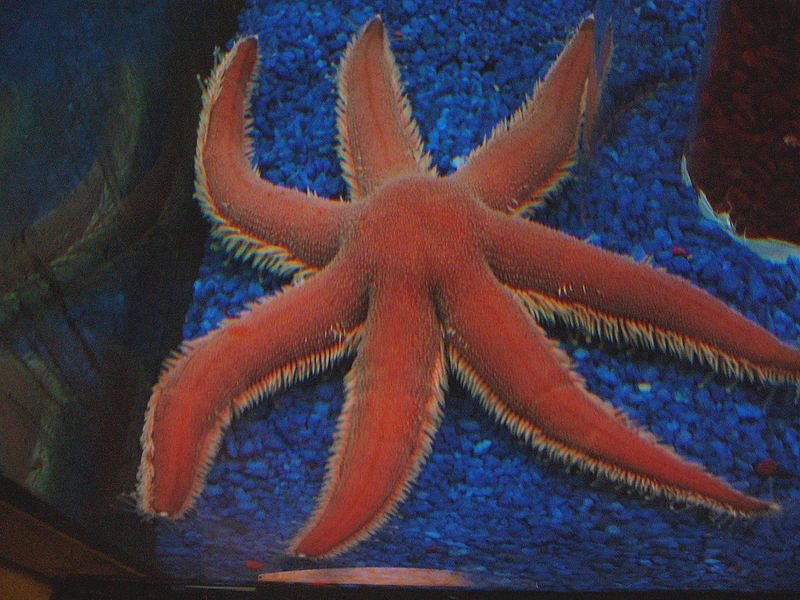
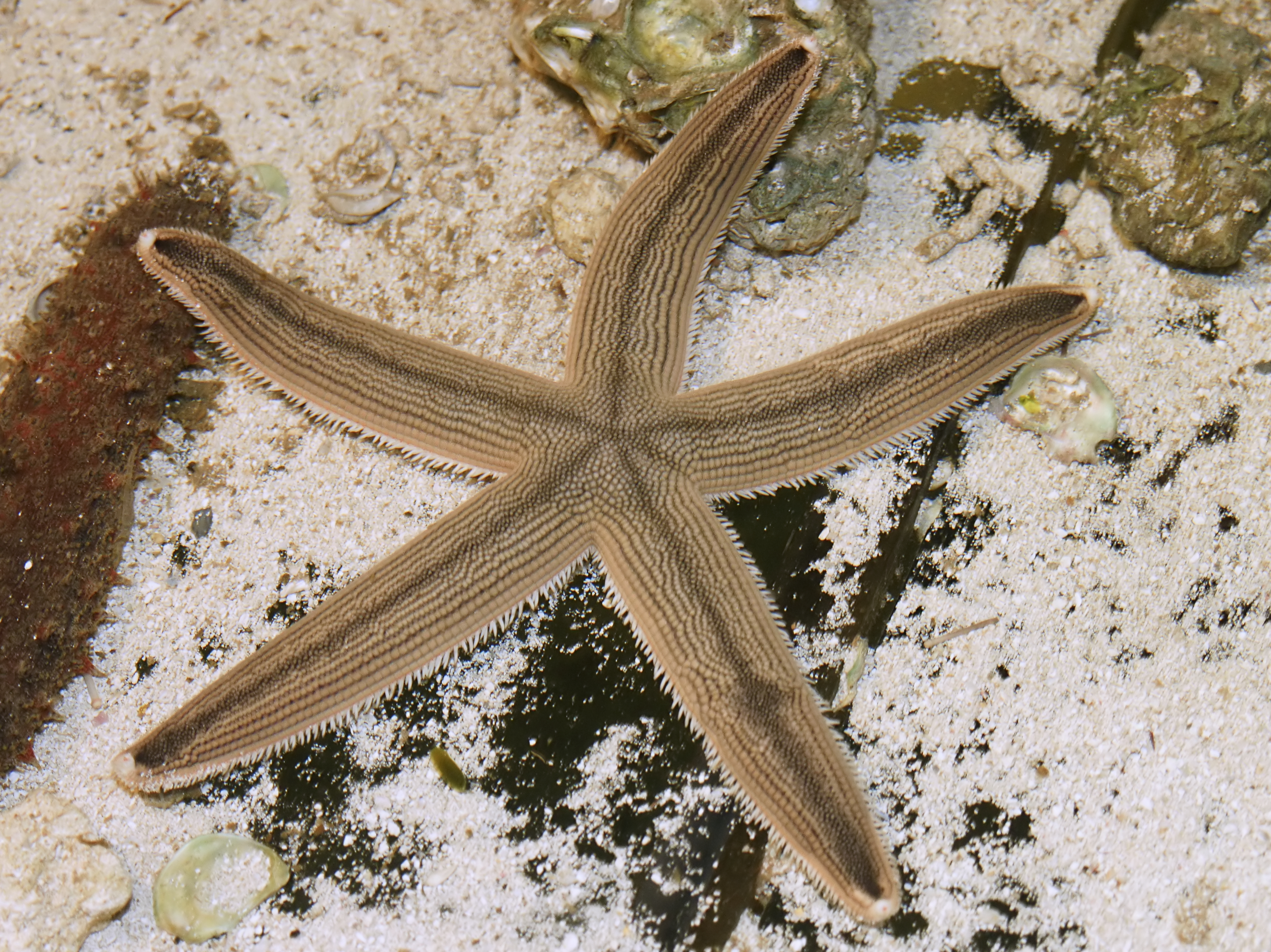
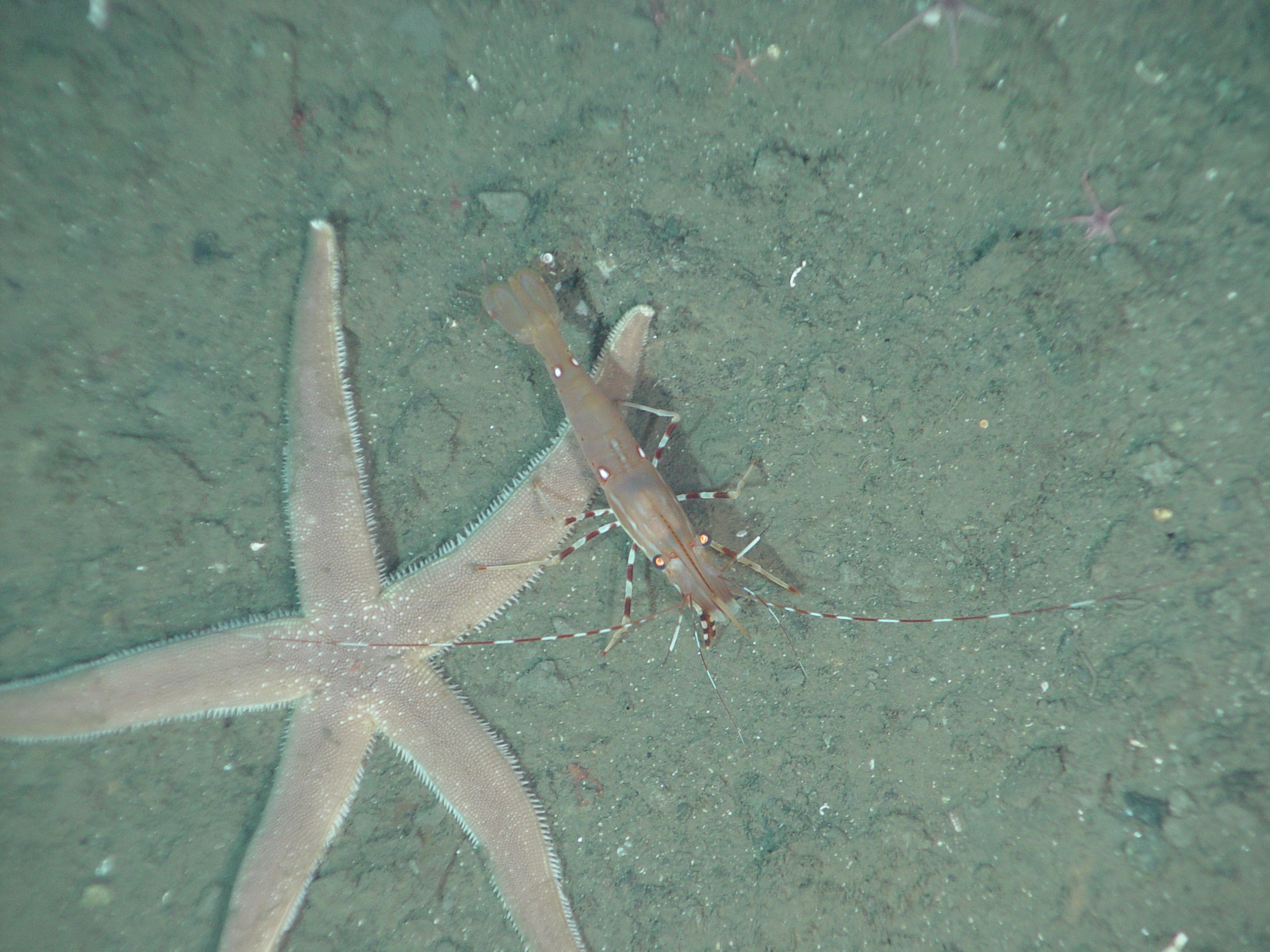

## Dottertaxa tillLuidia, i alfabetisk ordning[1][2]
- Luidia alternata
- Luidia amurensis
- Luidia armata
- Luidia aspera
- Luidia asthenosoma
- Luidia atlantidea
- Luidia australiae
- Luidia avicularia
- Luidia barbadensis
- Luidia bellonae
- Luidia changi
- Luidia chefooensis
- Luidia ciliaris
- Luidia clathrata
- Luidia columbia
- Luidia debilis
- Luidia denudata
- Luidia difficilis
- Luidia ferruginea
- Luidia foliolata
- Luidia gymnochora
- Luidia hardwicki
- Luidia herdmani
- Luidia heterozona
- Luidia hexactis
- Luidia inarmata
- Luidia integra
- Luidia latiradiata
- Luidia lawrencei
- Luidia longispina
- Luidia ludwigi
- Luidia maculata
- Luidia magellanica
- Luidia magnifica
- Luidia mauritiensis
- Luidia neozelanica
- Luidia orientalis
- Luidia patriae
- Luidia penangensis
- Luidia phragma
- Luidia porteri
- Luidia prionota
- Luidia quinaria
- Luidia sagamina
- Luidia sarsi
- Luidia savignyi
- Luidia senegalensis
- Luidia sibogae
- Luidia superba
- Luidia tessellata
- Luidia yesoensis